# Phrynium obscurum
Phrynium obscurum är en strimbladsväxtart som beskrevs av Johannes Elias Teijsmann och Simon Binnendijk. Phrynium obscurum ingår i släktet Phrynium och familjen strimbladsväxter. Inga underarter finns listade.